# Зимин, Анатолий Алексеевич
Анатолий Алексеевич Зимин (1942) — советский футболист, полузащитник.
Играл за команды низших лиг «Волгарь» Астрахань (1962), «Торпедо» Волжский (1962—1964), «Искра» Смоленск (1964), «Ахтубинец» Волжский (1965, чемпионат Волгоградской области), «Ростсельмаш» Ростов-на-Дону (1966). 19 июня 1966 провёл единственный матч в первой группе класса «А» — в составе ростовского СКА в домашней игре против «Динамо» Тбилиси (1:2).